# Melaenornis brunneus
Melaenornis brunneus là một loài chim trong họ Muscicapidae.